# NGC 5684
NGC 5684 este o liner situată în constelația Boarul. A fost descoperită în 1 mai 1785 de către William Herschel. Se află la o distanță de 62,35 de megaparseci de Pământ.